# Navsari
Navsari là một thành phố và khu đô thị của quận Navsari thuộc bang Gujarat, Ấn Độ.

## Địa lý
Navsari có vị trí 20°51′B 72°55′Đ / 20,85°B 72,92°Đ Nó có độ cao trung bình là 9 mét (29 feet).

## Nhân khẩu
Theo điều tra dân số năm 2001 của Ấn Độ, Navsari có dân số 134.009 người. Phái nam chiếm 52% tổng số dân và phái nữ chiếm 48%. Navsari có tỷ lệ 76% biết đọc biết viết, cao hơn tỷ lệ trung bình toàn quốc là 59,5%: tỷ lệ cho phái nam là 80%, và tỷ lệ cho phái nữ là 72%. Tại Navsari, 11% dân số nhỏ hơn 6 tuổi.